# Shannonomyia (Shannonomyia) crepera
Shannonomyia (Shannonomyia) crepera is een tweevleugelige uit de familie steltmuggen (Limoniidae). De soort komt voor in het Neotropisch gebied.